# Gazivode
Gazivode (albánsky Liqeni i Ujmanit, dříve albánsky Liqeni i Gazivodës, srbsky Језеро Газиводе) je přehradní nádrž, která se nachází na řece Ibar na severozápadě Kosova. Se svojí rozlohou 11,9 km² je největší na území Kosova. Vzdutí řeky dosahuje vzdálenosti 24 km od hráze. V nejširším místě je délka přehradní nádrže až 1,3 km. U hráze je potom hloubka nádrže až 107 metrů.
Přehradní nádrž leží v regionu, který bývá nazýván Ibarski Kolašin a je součástí hydrosystému Ibar-Lepenac. To znamená, že odsud vede 49 km dlouhý zavlažovací kanál do řeky Lepenac.

## Název

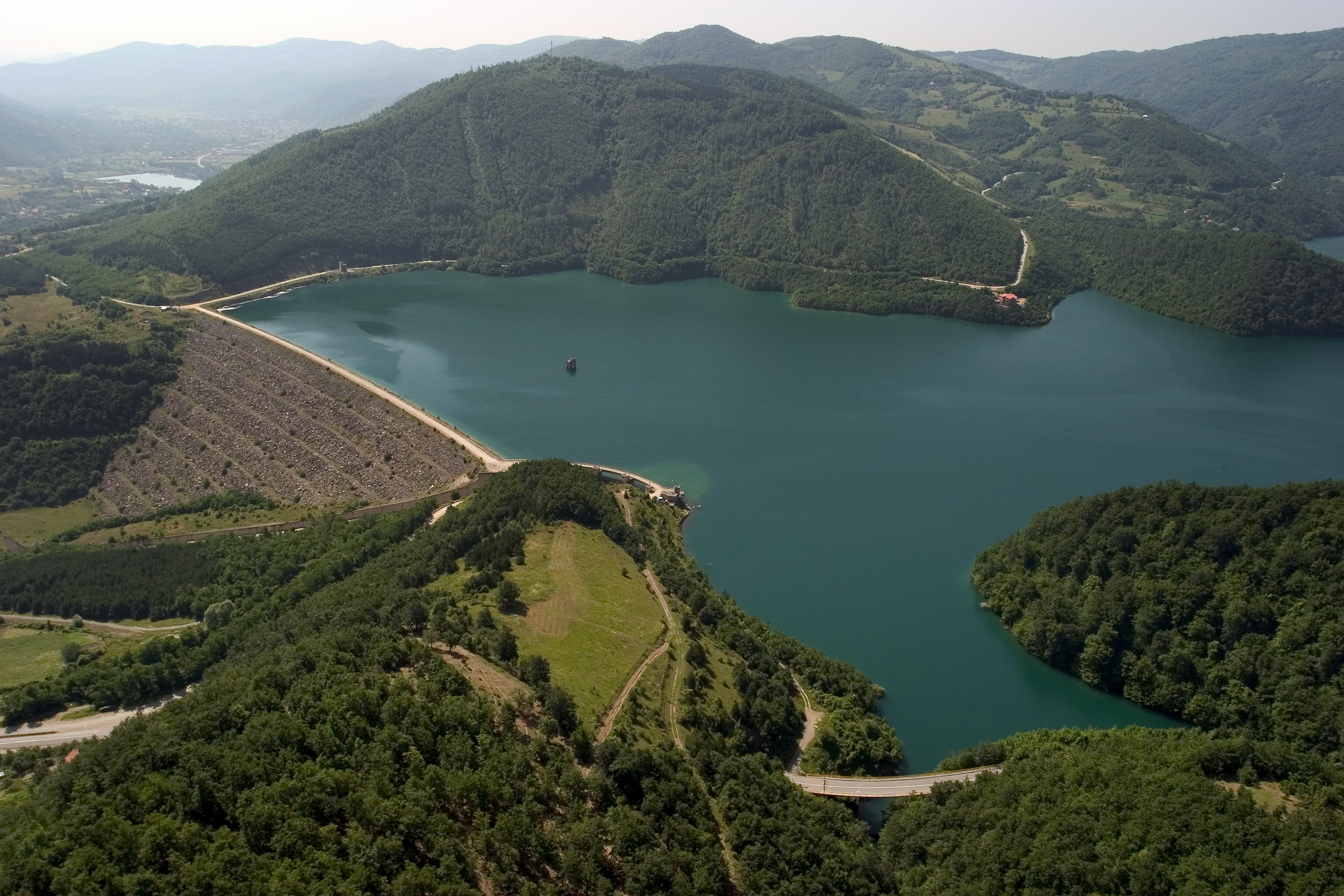
Hráz a nádrž Gazivode.

Mapa přehradní nádrže.

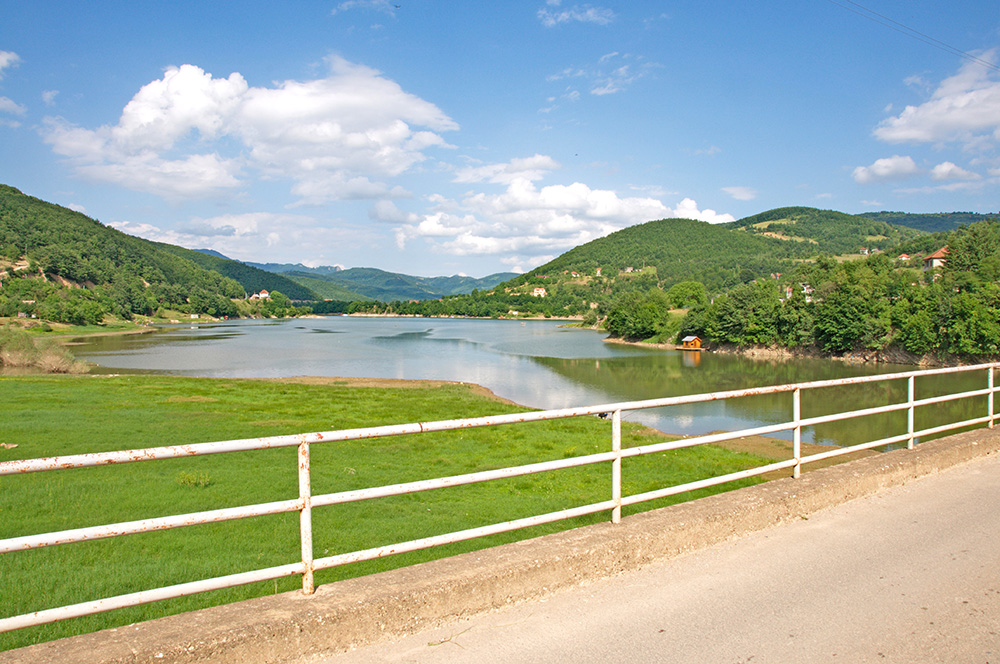
Břehy jezera.

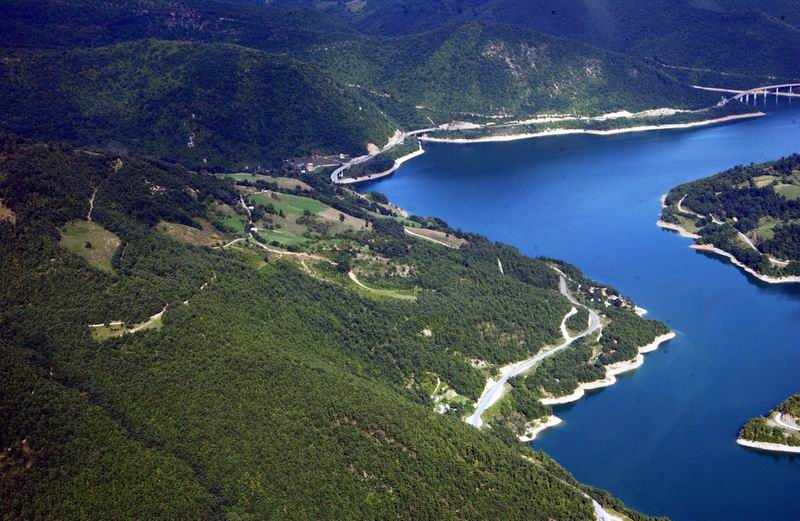
Letecký pohled na jezero.

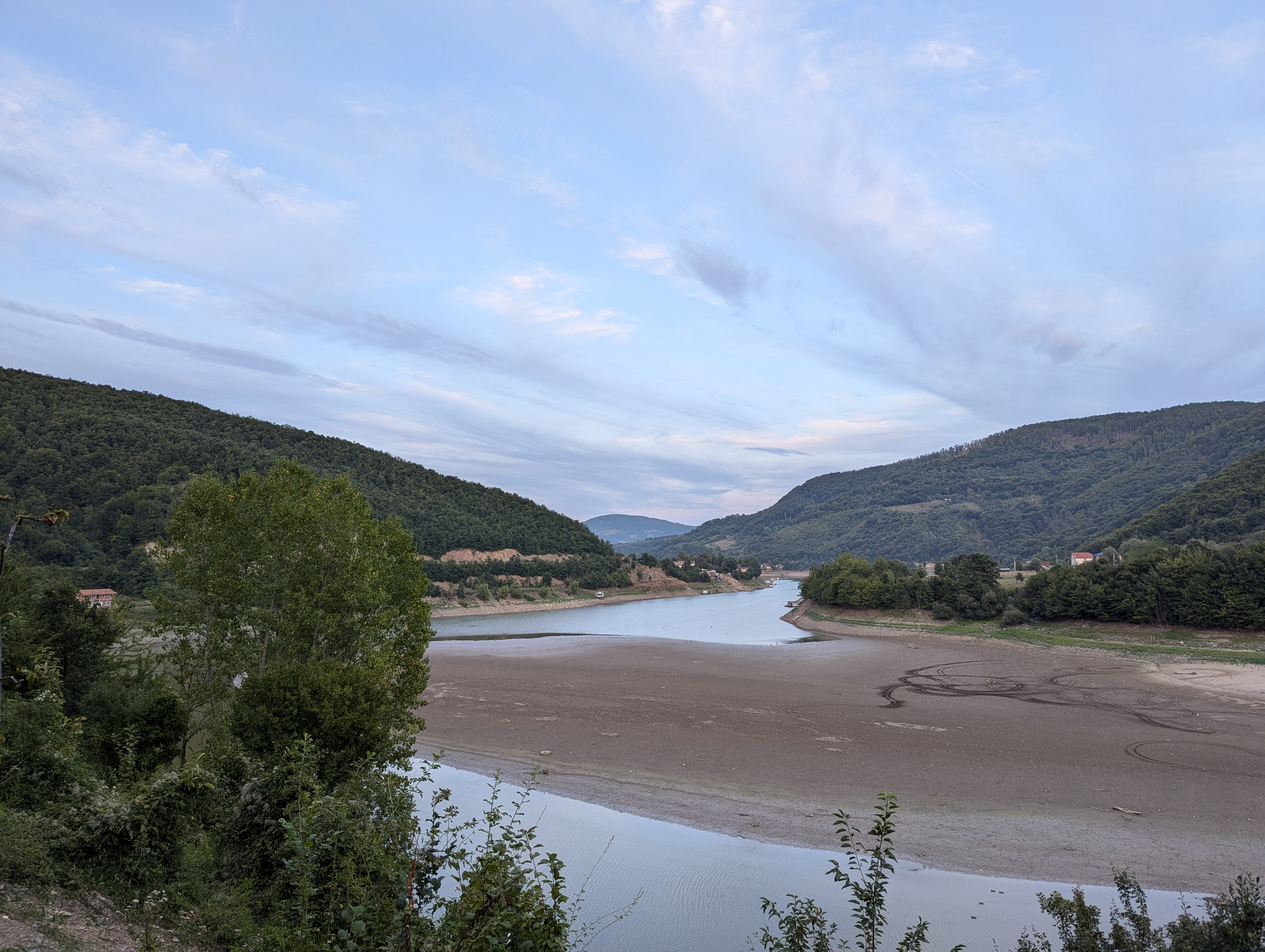
Napůl vypuštěné jezero u vesnice Ribariće na svém západním okraji v roce 2024.

Název Gazivode je slovanského (srbského) původu a skládá se ze dvou částí; gazi (v srbštině překročit) a vode, tj. voda.

## Přírodní poměry
Samotná nádrž se táhne v západo-východním směru a její nejzápadnější cíp se již nachází na území centrálního Srbska (u vesnice Ribariće). Přehradní jezero má značně rozeklaný tvar, který je diktován hlubokým údolím řeky Ibaru.
V blízkosti jezera se nachází pohoří Mokra Gora. 9,2 km² z plochy jezera leží na území Kosova a 2,7 km² potom na území centrálního Srbska. Tam zasahuje přehrada na území opštiny Tutin a opštiny Novi Pazar, na území Kosova spadá pod obec Zubin Potok.
Do jezera vtéká několik dalších potoků a říček, a to: Babička reka, Brnjačka reka a Čečevska reka. Poslední uvedená přitéká těsně před hrází a vzdutí přehrady zasahuje značně i do jejího údolí.
Vodní hladina většinou dosahuje kóty 694 m n. m., osciluje ale v různých úrovních; a to mezi 675 m až 696 m n. m. Díky vyšší nadmořské výšce je zde nižší odpar vody, než by byl v nížinách Kosova. Co se množství vody týče, tak jí nejvíce v dubnu, kdy více prší a taje sníh v okolních horách a nejméně v létě, většinou v měsíci srpnu. Hladinu vody snižují potřeby pro závlahu polí v nížinách, nicméně díky značné kapacitě jezera nebývá množství vody ohroženo.

## Obyvatelstvo
Na březích jezera se nachází několik vesnic, a to (od západu na východ) na straně centrálního Srbska: Ribariće, Jezgroviće, Strumce a Vitkoviće a na straně Kosova potom Banja, Rezala a Kovače. Osídlení je mírně hustší v blízkosti přehrady a v blízkosti začátku nádrže; je relativně řídké za kosovskou hranicí. Není zde žádné město nebo jiné větší sídlo.

## Hráz
Výška hráze přehradní nádrže činí 107 m; ve spodní části je 460 m široká a 408 m dlouhá. Objem vodní nádrže činí 370 milionů m³. Hráz má objem 100 000 m³.

## Historie

### Projekt
Již v 60. letech 20. století byl vypracován projekt na výstavbu přehradní nádrže, která by měla význam pro celé Kosovo. Vybrána byla část toku řeky známá svoji hlubokou a relativně úzkou soutěskou.

### Výstavba
Hráz nechala zbudovat jugoslávská firma Hidrogradnja v letech 1973 – 1977 jako ve své době jednu z největších hrází postavených ze sypané zeminy. Slavnostního zahájení stavby se účastnil tehdejší jugoslávský premiér Džemal Bijedić, který položil základní kámen stavby.
Před napuštěním jezera muselo svoje domovy opustit 578 rodin, zbořeny byly 2 kostely, vysídleno 14 vesnic a zaplaveny 4 hřbitovy. Jugoslávská vláda vyplatila 18 dinárů za každý m² půdy, o kterou místní obyvatelé přišli. Další výdaje na stavbu jezera byly placeny z půjčky, kterou získala SFRJ od MMF. Financování částečně zajistil Fond pro nerozvinuté republiky (který financoval značnou část nové infrastruktury na území SAP Kosovo) a částečně MMF a Světová banka. Odůvodnění v půjčce bylo založeno právě na tom, že Kosovo je nerozvinutým regionem tehdejší Jugoslávie a pro rozvoj průmyslu je nezbytné právě takto velké jezero.
Elektrárna byla dokončena roku 1983 a všechny stavby o tři roky později.

### Spor
V roce 2002 založila srbská (tehdy ještě jugoslávská) vláda státní společnost Ibar, která se měla o jezero starat.
Po vyhlášení nezávislosti Kosova v roce 2008 se stalo jezero a hydroelektrárna předmětem sporů mezi vládou v Bělehradě a v Prištině. Srbská vláda se snažila za každou cenu znemožnit předání správy jezera Prištině, a to z důvodu, aby kosovská vláda nezískala tímto možnost kontrolovat zásobování vodou severu Kosova. Hydroelektrárna byla ještě v roce 2015 spravována státní srbskou společností Elektroprivreda Srbije; její předání Kosovu nebylo součástí bruselské dohody, ani není podmínkou členství Srbska v EU. Vzhledem k klíčovému významu elektrárny pro kosovské hospodářství má na jejím vlastnictví srbská vláda eminentní zájem. Navíc argumetnovala skutečností, že SR Srbsko splácelo půjčku na výstavbu přehrady, neboť na něj byla převedena po rozpadu Jugoslávie. Kosovská strana naopak argumentovala tím, že byla smluvní stranou při výstavbě vodního díla a že dluh splácela právě ona.
Podle analýzy z roku 2007 by uzavření jezera srbskou stranou znamenalo, že by v Prištině došlo ke krizi jak v dostupnosti elektrické energie, tak pitné vody.

### Současnost
V letech 2017 a 2018 uskutečnil mezinárodní archeologický a vědecký tým řadu průzkumů dna jezera. Odhaleno bylo několik zatopených památek středověkého srbského státu; pozůstatky kláštera, zvonice z 13. století, dva středověké kostely a pozůstatek římských nekropolí. Odhaleny byly také základy školy kterou zde nechala postavit Helena Anjouská, domu z 19. století a pravoslavných kostelů. U některých staveb není známo, zda vznikly ve středověku nebo v období antiky.
Roku 2018 Světová banka označila jezero Gazivode za ohrožený zdroj vody. Rizika zde představují sucha, způsob využití vody a stárnoucí infrastruktura.
Roku 2020 navrhly Spojené státy model společné správy jezera oběma zúčastněnými stranami (Srbskem a Kosovem). Jezero bylo ve správě dvou společností, které se vzájemně neuznávaly a sídlily jedna v Zubiném Potoku (srbská) a jedna v Mitrovici (jižní, kosovská). Dohodu, která toto dvouvládí ukončila, nakonec obě strany podepsaly spolu s americkým prezidentem Donaldem Trumpem. Na základě toho byla diskutována i možnost přejmenování jezera na počest 45. amerického prezidenta, k čemuž ale nakonec nedošlo.

## Využití
Důvodem vzniku umělé vodní nádrže bylo zajištění rezervoáru vody za zavlažování úrodného a rovinatého Kosova (resp. jeho části čítající cca 12 tisíc hektarů půdy). Kromě toho se zde nachází i zmíněná vodní elektrárna, která zásobuje elektřinou podstatnou část Kosova. Z nádrže jsou vedeny kanály, které umožňují přečerpávání vody do Gračanického jezera a případně dalších vodních nádrží. Tak se děje v období velkého sucha. Přehrada navíc zásobuje pitnou vodou Prištinu a slouží i k chlazení elektráren Kosovo A a Kosovo B (Obilić). To byl také hlavní důvod pro jeho vznik. Slouží i potřebám některých továren v Kosovu, jako je např. Ferronikel. Mimo jiné se ale využívá pro zásobování vodou jižní části centrálního Srbska, tj. regionu Rašky a Kraljeva.
Jezero má značný význam i v oblasti turistiky a rybaření. Turistický potenciál se však využívá velmi málo. Je zde velké množství ryb a tak rybáři každou sezonu okupují jeho břehy. Loví se kapr, cejn, candát a další sladkovodní ryby, voda je poměrně čistá, žije zde velké množství škeblí.
Slouží také jako tréninková plocha pro vodní sporty. Koná se zde tradiční lednové závodní plavání (např. pro Časni krst).
Okolo jezera se nicméně nachází velmi málo ubytovacích zařízení jako např. hotely apod. Jezero je oblíbené mezi obyvateli nedalekých měst a vesnic (Zubin Potok, Kosovska Mitrovica, Novi Pazar apod. V Jezgrovićích se nachází známá pláž, další jsou i jinde. Existuje zde řada restaurací s výhledem na jezero. Na vodní hladině se nachází plovoucí restaurace, tzv. „splavy.“

## Doprava
Na přehradním jezeře není provozována lodní doprava z výjimkou vodních sportů. Podél nádrže nicméně vede silnice celostátního významu, která spojuje města Novi Pazar a Kosovska Mitrovica. U vesnice Brnjak se nachází most přes jezero, který byl zbudován v letech 1987 až 1989. Také se zde nachází hraniční/administrativní přechod mezi Kosovem a Srbskem/centrálním Srbskem.

## Znečištění
Kvalita vody je jak již bylo zmíněno velmi dobrá, nicméně čas od času dochází k jejímu znečištění odpadem. Zdrojem bývají buď nelegální skládky a nebo odpadky z Černé Hory, kde Ibar pramení.